# Thecidellina blochmanni
Thecidellina blochmanni är en armfotingsart som beskrevs av Dall 1920. Thecidellina blochmanni ingår i släktet Thecidellina och familjen Thecidellinidae. Inga underarter finns listade i Catalogue of Life.